# Химешхаза
Химешхаза (мађ. Himesháza) је село у Мађарској, у јужном делу државе. Село управо припада Мохачком срезу Барањске жупаније, са седиштем у Печују.

## Природне одлике
Насеље Химешхаза се налази у јужном делу Мађарске. Најближи већи град је Мохач.
Историјски гледано, село припада мађарском делу Барање. Подручје око насеља је бреговито, приближне надморске висине око 130 м. Оно северозападно прелази у планину Мечек, док се југоисточно спушта до Дунава.

## Становништво
Према подацима из 2013. године Химешхаза је имала 1.046 становника. Последњих година број становника опада.
Претежно становништво у насељу чине Мађари римокатоличке вероисповести, a мањина су Немци (око 40%).

### Попис1910.
| Химешхаза | Химешхаза                                                                                          |
| --- | -------------------------------------------------------------------------------------------------- |
| Језик | Вера                                                                                               |
| <div style="border:solid transparent;position:absolute;width:100px;line-height:0;<div style="border:solid transparent;position:absolute;width:100px;line-height:0; укупно: 1.603 Немачки 1.522 (94,94%) Мађарски 81 (5,05%) - (-%) | укупно: 1.603 Римокатол. 1.576 (98,31%) Јевреји 22 (1,37%) Калвинисти 3 (0,18%) Лутерани 2 (0,12%) |